# Castellar de la Muela
Castellar de la Muela é um município da Espanha na província de Guadalajara, comunidade autónoma de Castilla-La Mancha, de área 21,18 km² com população de 42 habitantes (2004) e densidade populacional de 1,98 hab/km².

## Demografia
| Variação demográfica do município entre 1991 e 2004 | Variação demográfica do município entre 1991 e 2004 | Variação demográfica do município entre 1991 e 2004 | Variação demográfica do município entre 1991 e 2004 |
| --------------------------------------------------- | --------------------------------------------------- | --------------------------------------------------- | --------------------------------------------------- |
| 1991                                                | 1996                                                | 2001                                                | 2004                                                |
| 63                                                  | 55                                                  | 37                                                  | 42                                                  |